# Ação penal militar
Em Direito Penal Militar, a ação penal militar pode ser de natureza pública ou proposta pelo ofendido caso a primeira não seja promovida dentro do prazo estipulado em lei. Além disso, deve-se ressaltar que diferenças entre AÇÃO PENAL PÚBLICA e AÇÃO PENAL DE INICIATIVA PRIVADA, em que a primeira é impulsionada como poder-dever (obrigatório) e que no segundo caso decorre de elementos subjetivos, pois o ofendido tem o livre arbítrio para dar início à ação penal de iniciativa privada. Para Ação Penal Militar se caracterizar, qualquer pessoa pode provar ao Ministério Público (titular da ação) que se constitui CRIME MILITAR, juntamente com indícios de autoria. Com isso, o Ministério Público Militar poderá propor ação penal ou poderá requisitar a polícia judiciária militar realizar procedimentos a fim de esclarecer fatos pertinentes. Com isso, Frederico Marques, afirma que existem tais elementos constitutivos:
- a) Possibilidade jurídica do pedido;
- b) Legítimo Interesse;
- c) Legitimação para agir.

Por fim, se o Ministério Público considerar procedentes as informações contidas na ação penal através das informações devidademente autenticadas, conforme art. 33 § 2º: “dirigir-se-á à autoridade policial militar para que esta proceda ás diligências necessárias ao esclarecimento do fato, instaurando inquérito, se houver motivo”.

## Possibilidade jurídica do pedido
Na possibilidade jurídica do pedido leva-se em questão a norma Constitucional em que “não há crime sem lei anterior que defina, nem pena sem prévia cominação legal”, portanto apenas aquelas condutas previstas no Código Penal Militar poderão ser constituída para uma AÇÃO PENAL MILITAR, haja vista a consequência de arquivamento de processo no caso contrário.
Ou seja, a denúncia deve ser apresentada sempre que houver a prova de fato que, em tese e indícios de autoria.

## Legítimo Interesse
No segundo ponto, o Legítimo interesse se dá através do art. 29 do Código de Processo Penal Militar – CPPM: “ A ação penal é pública e somente pode ser promovida por denúncia do Ministério Público Militar” seguindo nessa propositura o Art. 121 Do CPM também afirma isso. E no artigo 32, após apresentada a denúncia o MP não pode desistir da ação penal.

## Legitimação para agir
No último aspecto constitutivo está o interesse para agir, que o Estado não poderá aplicar pena sem o devido processo penal.